# Ruiter Cunha
Ruiter Cunha de Oliveira (Corumbá, 24 de janeiro de 1964 — Campo Grande, 1º de novembro de 2017) foi um economista e político brasileiro e prefeito de Corumbá por três vezes.

## Biografia
Graduado em Economia, foi casado com a professora Beatriz Cavassa, com quem teve dois filhos: Rodrigo e Rafaela. Foi auditor fiscal do estado.

### Carreira política
Na administração do ex-governador Zeca do PT (1999-2006), foi superintendente de Administração Tributária. Filiando-se ao PT em 2004, foi eleito prefeito de Corumbá, sendo reeleito em 2008.
Em 2015, deixou o PT e se filiou ao PSDB.
Em 2016, garantiu um terceiro mandato na prefeitura, derrotando o então prefeito Paulo Duarte.

### Morte
Em 30 de outubro de 2017, Cunha sentiu dores no peito e uma das pernas e precisou de atendimento de urgência em um hospital de Corumbá, sendo transferido mais tarde para uma unidade hospitalar da capital Campo Grande.
Deu entrada no Centro de Terapia Intensiva (CTI) de um hospital campo-grandense, sendo submetido em seguida a um cateterismo. Médicos diagnosticaram um aneurisma de aorta, o que levou o prefeito a ser operado no dia 31 de outubro.
Na madrugada de 1º de novembro, Cunha não resistiu a complicações no pós-operatório e morreu. Pela manhã, o vice-prefeito tomou posse, assinando como primeiro ato oficial decreto de luto.

## Denúncias
Em 2012, a Polícia Federal (PF), o Ministério Público Federal (MPF) e o Ministério Público do Estado de Mato Grosso do Sul (MPMS) deflagaram a operação Decoada, para apurar fraudes, direcionamentos em licitações, corrupção, falsidade, desvio de recursos públicos e pagamentos de propina nas prefeituras de Corumbá e Ladário. A procuradoria-geral do município abriu procedimento para investigar as denúncias e o prefeito disse acreditar que os suspeitos eram inocentes.
Já em 2013, a PF e o MPMS deflagraram a operação Cornucópia, para apurar eventual esquema de fraude na folha de pagamento dos servidores da prefeitura de Corumbá para a contratação de empréstimos consignados na gestão de Cunha. Ele negou as acusações, alegando que realizou auditoria antes de deixar o cargo.
Em maio de 2015, teve os direitos políticos suspensos, mas uma liminar garantiu que disputasse eleições municipais de 2016.
Em outubro de 2016, após ser eleito prefeito pela terceira vez, o Ministério Público Eleitoral ingressou com Ação de Investigação Judicial Eleitoral pedindo a cassação dos registros de candidatura de Ruiter e seu vice, Marcelo Iunes; além de multa e inelegibilidade. Em seguida, o órgão acrescentou à ação denúncia de propaganda eleitoral em uma emissora de televisão boliviana.